# Pseudocyphellaria rainierensis
Pseudocyphellaria rainierensis är en lavart som beskrevs av Imshaug. Pseudocyphellaria rainierensis ingår i släktet Pseudocyphellaria och familjen Lobariaceae.   Inga underarter finns listade i Catalogue of Life.